# Kommerzienrat
Kommerzienrat ist ein Ehrentitel, der im Deutschen Reich von der Regierung bis 1919 vor allem an Persönlichkeiten der Wirtschaft verliehen wurde. Die Ehrung erfolgte erst, und zwar keineswegs automatisch, nach erheblichen „Stiftungen für das Gemeinwohl“.
Die nächsthöhere Stufe, der Geheime Kommerzienrat (vgl. auch Geheimrat) machte „hoffähig“, d. h., dem Geehrten und seiner Familie wurde der Zugang zum gesellschaftlichen Leben am Fürstenhof gewährt.
Die Abschaffung des Titels beruhte auf der Verfassung des Deutschen Reiches von 1919, die in Artikel 109 Absatz 4 bestimmte: „Titel dürfen nur verliehen werden, wenn sie ein Amt oder einen Beruf bezeichnen; akademische Grade sind hierdurch nicht betroffen.“ Trotzdem wurde der Titel von den einzelstaatlichen Regierungen in teilweise erheblichem Umfang weiter verliehen (so in Bayern allein in den Jahren 1920 bis 1925 in 318 Fällen) und insgesamt bis 1928.
In Österreich gibt es den Berufstitel Kommerzialrat, dieser wird nach wie vor verliehen.

## Kommerzienräte
Die Personen werden mit den Daten: Vorname, Nachname, Lebensdaten, Beruf bzw. Funktion und maßgeblicher Wirkungsort, sortiert nach dem Nachnamen aufgelistet. Die Liste ist nicht vollständig.
- Abraham Adelsberger (1863–1940), Spielwaren-Fabrikant, Nürnberg
- Paul Arons (1861–1932), Bankier, Berlin
- Heinrich Aufhäuser (1842–1917), Bankier, München
- Richard Ernst Abundius Avenarius (1840–1917), Chemiker und Unternehmer, Gau-Algesheim
- Ludwig Bassermann-Jordan (1869–1914), Winzer, Deidesheim
- Bernhard Samuel Berend (1801–1864), Bankier, Berlin
- Louis Bacher Berend (1773–1839), Bankier, Berlin
- Heinrich Berolzheimer (1836–1906), Unternehmer, Ehrenbürger von Fürth und Nürnberg
- Richard Bestehorn (1866–1941), Unternehmer, Ehrenbürger von Aschersleben
- Heinrich Biagosch (1855–1924), Unternehmer, Leipzig[2]
- Ignaz Bing (1840–1918), Spielzeugfabrikant, Nürnberg
- Stephan Bing (1880–1940), Spielzeugfabrikant, Nürnberg/London
- Max von Bleichert (1875–1947), Großindustrieller Seilbahn- und Transportanlagenbau, Leipzig
- Paul von Bleichert (1877–1938), Großindustrieller Seilbahn- und Transportanlagenbau, Leipzig
- Hugo Bock (1848–1932), Musikverleger, Berlin[3]
- Albert Boehringer (1861–1939), Chemie- und Pharmaunternehmer, Nieder-Ingelheim
- Eduard Breuninger (1854–1932), Einzelhandels-Unternehmer, Gründer des Warenhauskonzerns Breuninger, Stuttgart
- Franz Armand Buhl (1837–1896), Politiker und Winzer, Deidesheim
- Carl Bühring (1867–1915), Weinhändler, Schwerin
- William Martin Friedrich Busch (1867–1931), Waggonbau-Unternehmer, Bautzen
- Georg von Cölln (1837–1908), Unternehmer, Präsident der Handelskammer, Hannover
- Adalbert Colsman (1839–1917), Seidenfabrikant, Philanthrop, Langenberg/Rheinland
- Alfred Colsman (1873–1955), Ingenieur und Manager
- Friedrich Conradty (1858–1909), Fabrikant, Nürnberg, Stifter div. sozialer Einrichtungen (Kindergarten, Kinderheim, Rathaus, ev. Kirche, Schulhaus, elektrische Beleuchtung, Bahnhof, Sport-Platz und -Halle, Post, Wasserwerk, Bibliothek etc.)
- Gottlieb Daimler (1834–1900), Ingenieur, Konstrukteur und Unternehmer
- Heinrich Ritter von Dall’Armi, Stifter des Münchner Bürgerheims
- Carl Degenkolb (1796–1862), Unternehmer und Politiker, Eilenburg
- Eugen Dillmann (1869–1936), Kaufmann, Generaldirektor, Augsburg
- Hubert Anton Disch (1821–1891), Reeder und Industrieller, Mainz
- Franz Hermann Egells (1828–1885), Maschinenfabrikant, Berlin[4]
- Louis Eichborn (1812–1882), Bankier, Breslau
- Louis Eilers (1844–1917), Unternehmer, Fabrikant, Senator, Hannover
- Max Elb (1851–1925), Unternehmer, erster Ehrenvorsitzender der Jüdischen Gemeinde Dresden
- Albert Erbslöh (1848–1912), Brauereigründer in Eisenach
- Louis Ernst (1863–1941), Bankkaufmann und Lokalpolitiker, Dresden
- Wilhelm Euler (1847–1934), Unternehmer, Bensheim
- Otto Ficker (1859–1928), Unternehmer, Fabrikant und Ehrenbürger, Kirchheim/Teck
- Friedrich Paul Fikentscher (1861–1924), Steinzeugfabrikant, Protagonist der Horch- und Audi-Werke, Zwickau/Sachsen
- Wilhelm von Finck (1848–1924), Bankier, München
- Fritz von Friedlaender-Fuld (1858–1917), Großindustrieller, Berlin
- Friedrich Funke (1854–1920), Industrieller, Essen
- Carl Julius Gebauhr (1809–1881), Klavierbauer in Königsberg i. Pr.
- Wilhelm Girardet (1838–1918), Drucker und Verleger, Lennep
- Carl Glaser (1841–1935), Chemiker
- Moritz Gottschalk (1913–1939), Textilfabrikant, Kassel
- Max Graetz (1861–1936), Metallverarbeitung, Petromax-Fabrikant, Berlin[5]
- Peter Grah (?), Fabrikant, Hemer
- Fritz Güth (1848–1924), Gründer von Greve und Güth (Heute: Die Weberei (Gütersloh)), Gütersloh
- Louis Gutjahr (1847–1919), Pionier der Rheinschifffahrt[6]
- Friedrich Haas († 1900), Unternehmer, Präsident der Handelskammer, Dillenburg
- Georg Haindl (1881–1958), Papierfabrikant, Augsburg
- Arnold Wilhelm Hardt (1843–1897), Unternehmer, Lennep
- Ernst Heckel (1861–1949), Drahtseilfabrikant, Saarbrücken
- Max Heidlauff (1858–?), Stadtrat, Lahr
- Jakob Heilmann (1846–1927), Bauunternehmer, München
- Fritz Henkel (1848–1930), Chemie-Fabrikant, Düsseldorf
- Franz Hesselberger (1876–1935), Lederwarenfabrikant, München
- Georg Johann Höllfritsch (1884–1929), Unternehmer, Nürnberg und München
- Franz Hoffmann (1844–1920), Bauunternehmer, Ludwigshafen
- Leberecht Hoffmann (1863–1928), Industrieller und Unternehmer, Bad Salzuflen
- Anton Holzhey (1875–1945), Papierfabrikant, Schongau
- Louis Holzweissig (1840–1916), Textilfabrikant, Eilenburg
- Georg Howaldt (1841–1909), Werftunternehmer, Kiel
- Otto Hüglin (1857–1943), Kurhaus- und Hotelbesitzer, St. Blasien
- Viktor Hutschenreuther (1854–1907), Porzellanfabrikant, Selb
- Julius L. Isenstein (1856–1929), Bankier, 1901–1926 Direktor der Dresdner Bank Hannover
- Johann Konrad Jacobi (1715–1788), Kaufmann und Fabrikant, Düsseldorf
- Andreas Ludwig (André Louis) Jassoy (1719–1783), Kaufmann und Tuchfabrikant, Hanau
- Gustav August Jung (1824–1904), Eisenhüttenunternehmer, Laasphe-Amalienhütte
- Gustav Jung (1859–1929), Eisenhüttenunternehmer, Neuhütte, Dillkreis
- Carl Kaiser (1859–1945), Besitzer der Kaufhauskette Steigerwald & Kaiser, Leipzig
- Josef Kaiser (1862–1950), Gründer der Kaiser’s Kaffee-Geschäft GmbH
- Friedrich Kammerer (1796–1857), Erfinder und Fabrikant, Ludwigsburg
- Gustav Klamroth (1836–1905), Düngemittelfabrikant, Halberstadt
- Kurt Klamroth (* 1872; † 1947), Kaufmann, Halberstadt
- Johannes Klasing (1846–1927), Verleger, Bielefeld

- Carl Heinrich Eduard Knorr (1843–1921), Nahrungsmittelfabrikant, Heilbronn
- Paul Kracht (1863–1959), Leinenfabrikant, Lemgo
- Heinrich Adolf Kraemer (1798–1876), Großindustrieller (Eisenwerkbesitzer) in Trier-Quint
- Max Krause (1838–1913), Papier-Industrieller, Berlin
- Oskar Ludwig Kummer (1848–1912), Ingenieur und Unternehmer, Dresden[7]
- Max Kuntze (1846–1917), Bankier, Dresden/Niederlößnitz
- Max Kustermann (1825–1901), Eisengießereibesitzer, München
- Georg Leinfelder (1836–1916), Fabrikant, Schrobenhausen
- Alfred Ley (1873–1945), Automobilpionier, Arnstadt
- Eduard Ley (1841–1925), Unternehmer, Direktor der Ludwigseisenbahn, Fürth
- Johann Heinrich Linck (der Jüngere) (1734–1807), Apotheker und Naturforscher, Leipzig
- Louis Link (1827–1889), Unternehmer, Heilbronn
- Johann Friedrich Lochner (1798–1886), Tuchfabrikant in Aachen
- Hans Lohnert (1867–1941), Kaufmann, Berlin/Fürth
- Robert Lonnes (1843–1925), Textilfabrikant und Förderer zahlreicher gemeinnütziger Einrichtungen, Neuss am Rhein
- Arthur Lossow (1849–1943), Kaufmann und Textilunternehmer, Glauchau
- Hermann Löwenherz (1854–1916), Fabrikant in Lauenförde und Amelith, ernannt 1908
- Karl Luckemeyer (1801–1875), Ritter p.p., Kaufmann, Verwaltungsratsmitglied, Direktor, nach 1848/1849 Vizebürgermeister in Düsseldorf, 1852/53 wurde er Königlicher Kommerzienrat
- Franz Ludowici (1858–1926), Ziegelfabrikant, Vorsitzender der Pfälzischen Handelskammer, Jockgrim
- August Lütgenau (?–1918), Unternehmer, Tuchfabrikant in Hückeswagen[8]
- Christian Ludwig Maag (1853–1924), Textil-Fabrikant, Ebingen
- Alexander Malchow (1862–1943), Dachpappenfabrikant und Politiker, Berlin
- Ernst Mayer (1850–1922), Briefhüllenfabrikant, Heilbronn
- Franz Xaver Meiller (1852–1935), Industrieller, München
- Robert Friedrich Metzger (1873–1938), Königlich Preußischer Spediteur, Triest-Wien – Österreich-Ungarn
- Carl Wilhelm Gottlob Meuschel (?), Weinhändler und Winzer, Würzburg
- Sigmund Meyer (1840–1911), hannoverscher Bankier, Ernennung 1870[9]
- Heinrich Carl Müller (1791–1876), Textilfabrikant, Hirschfelde
- Carl Leopold Netter (1864–1922), Industrieller und Ältester der Kaufmannschaft, Berlin
- Albert Niethammer junior (1857–1910), Industrieller, Kriebstein
- Hugo Oberhummer (?), Kaufmann, München
- Rudolf Arthur Pastor (1828–1892), Nadelfabrikant, Burtscheid
- Lina Pfaff (1854–1929), Unternehmerin, Kaiserslautern
- Gustav Pielenz (1862–1944), Generaldirektor des Nahrungsmittelunternehmens Knorr, Heilbronn
- Rudolf Poensgen (1826–1895), Stahl-Industrieller, Düsseldorf
- Fritz Pretzfelder (1878–1961), Unternehmer, Kristallglasfabrik Spiegelau
- August Pschorr (1862–1935), Unternehmer, München
- Georg Theodor Pschorr (1865–1949), Unternehmer, München
- Wilhelm von Puscher (?), Kaufmann, Nürnberg

- Carl Reichstein (1847–1931), Unternehmer, Brandenburg an der Havel

- Georg Christof Reinhart (1838–1899); Lederfabrikant in Worms, großherzoglich hessischer Kommerzienrat
- Sigmund Riefler (1847–1912), Erfinder und Konstrukteur von Präzisionspendeluhren, München
- Sebastian Riegele (1876–1947), Bierbrauer, Augsburg
- Wilhelm Röseler (ca. 1835–1925), 1876–1921 Inhaber der 1693 gegr. Gold- und Silbermanufaktur Thiele und Steinert, Freiberg in Sachsen, Berlin
- Gustav Rostosky (1839–1898), Papierfabrikant, Niederschlema
- Julius Ludwig Rothermundt (1827–1890), russischer Industrieller
- Otto Rüger (1831–1905), Schokoladenfabrikant, Dresden Lockwitzgrund und Bodenbach (Böhmen)
- Ernst Sachs (1867–1932), Unternehmer, Schweinfurt
- Ludwig von Schaeffer-Voit (1819–1887), Zeitschriftenverleger, Berlin
- Karl Scheufelen (1823–1902), Unternehmer, Oberlenningen
- Georg Schiffer (?), Unternehmer, Hirschau
- Carl Schill (1862–1944), Unternehmer und Rheinhessischer Turnvater, Osthofen
- Franz Schlobach (1824–1907), Unternehmer, Leipzig
- Carl Hugo Schmeil (1852–1923), Kunstdruckpapierfabrikant, Dresden
- Christian Schmidmer (?), Unternehmer, Nürnberg
- Max Schmidt (1869–1953), Unternehmer, Müllrose (Müllroser Mühle)
- Karl Schmitz-Scholl (1868–1933), Unternehmer, Mülheim an der Ruhr
- Carl Julius Schmölder (1838–1906), Textilunternehmer und Stadtverordneter, Rheydt (Mönchengladbach)
- Felix Heinrich Schoeller (1821–1893), Papierfabrikant, Düren
- Jean Schoen (1825–1887), Textilfabrikant, Kaiserslautern
- Franz Schoenfeld (1834–1911), Industrieller, Düsseldorf
- Anton Josef Schreiner (1884–1946), Gründer der Rosenkranz Industrie, päpstlicher Hoflieferant, Schwandorf
- Bernhard Schuchardt (1855–1913), Fabrikant, Gründer der Werkzeugmaschinenfabrik Schuchardt & Schütte in Berlin, Kgl. Norwegischer Generalkonsul, Berlin[10]
- Sigmund Schuckert (1846–1895), Erfinder, Nürnberg
- Alfred H. Schütte (1854–1936), Unternehmensgründer gleichnamiger Firma
- Gustav Schwanhäußer (1840–1908), Bleistiftfabrikant, Nürnberg
- Ludwig Schwartz (1785–1864), Textilfabrikant, Bocholt
- Konrad Schwarz (1848–1910), Spiegelfabrikant, Fürth
- Ludwig Seißer (1866–1936), Unternehmer, Würzburg und München
- Georg Heinrich Seitz (?), Kaufmann, Nürnberg
- Josef Selmayr (1851–1909), Unternehmer, Bogenhausen
- Theobald Simon (1847–1924), Unternehmer und Brauer, Bitburg
- Theodor Wilhelm Simon (1861–1940), Lederfabrikant, Kirn
- Friedrich Adolf Soergel (1875–1952), Textilfabrikant, Regnitzlosau
- Carl Soldan (1871–1931), Pharmazeut, München, Fürth
- Georg Spiegelberg (1848–1913), Bankier, Hannover
- Julius Spiegelberg (1833–1897), Unternehmer, Braunschweig und Vechelde
- Hermann Spitta (1844–1932), Fabrikant, Neumarkt i.d.OPf.[11]
- Karl Steinbart (1852–1923), deutscher Bankier und Kunstsammler, Berlin
- Max Steinthal (1850–1940), Bankier, Berlin
- Franz Stockbauer (1853–1938), Unternehmer, Passau
- Heinrich Stollwerck (1843–1915), Schokoladeproduzent, Köln
- Ludwig Stollwerck (1857–1922), Schokoladeproduzent, Köln
- Carl Gustav Talbot (1829–1899), Waggonfabrikant, Aachen
- Carl Thomass (1824–1917), Unternehmer, München
- Paul Albert Thorer (1858–1920), Rauchwarenhändler, Leipzig
- Johann von Thys (1715–1773), Feintuchfabrikant und Landwirt in Klagenfurt am Wörthersee
- Carl Trapp (1842–1921), Kaufmann, Friedberg (Hessen)
- Gustav Ullrich (1860–1938), Industrieller, Unternehmer, Fabrikant und Ehrenbürger, Annweiler am Trifels
- Thomas Völk (1853–1926), Metallspielwarenfabrikant, Fürth
- Robert Vollmöller (1849–1911), Textilfabrikant (Vollmoeller AG), Stuttgart
- Karl Wassermann (1850–1915). Spiritusfabrikant, München
- Ludwig Wassermann (1885–1941), Spiritusfabrikant, München
- Peter de Weerth (1767–1855), Kaufmann, Elberfeld
- Johann Baptist Weyermann (* 1853), Unternehmer, Bamberg
- Edmund Weyland (1881–1929), Textilkaufmann, Passau
- Theodor Wieseler (1859–1924), Glas- und Porzellanwarenhändler, Nürnberg
- Johann Baptist Winklhofer (1859–1949), deutscher Mechaniker, Maschinen- und Autobauer
- Johann Friedrich Ludwig Wöhlert (1797–1877), Maschinen- und Lokomotivenfabrikant, Berlin[12]
- Klemens Wohlgeschaffen (1866–1945), Bankier, Mering
- Rudolf Ernst Wolf (1831–1910), Maschinenfabrikant, Buckau und Magdeburg
- Johann Heinrich Zedler (1706–1751), Verleger
- Georg Zimmermann (1854–1920), Unternehmer und Bürgermeister der Stadt Zirndorf

## Geheime Kommerzienräte
Die Personen werden mit den Daten: Vorname, Nachname, Lebensdaten, Beruf bzw. Funktion und maßgeblicher Wirkungsort, sortiert nach dem Nachnamen aufgelistet. Die Liste ist nicht vollständig.
- Eduard Adt (1850–1919), Fabrikant, Bürgermeister und Mitglied des Deutschen Reichstags, Saarbrücken, Ensheim
- Hermann Aust (1853–1943), Unternehmer, München und Hamburg
- Fritz Baare (1855–1917), Industrieller, Bochum
- Louis Baare (1821–1897), Industrieller und Politiker, Bochum
- August Bagel (1838–1916), Unternehmer im Druckwesen und Kommunalpolitiker, Düsseldorf
- Philipp Barthels (1838–1906), Unternehmer, Textilfabrikant, Barmen
- Gerhard Baum (1797–1882), Bankier, Düsseldorf
- Friedrich Bayer (1851–1920), Unternehmer Firmenchef Friedrich Bayer & Co, Elberfeld
- Heinrich Christian Bestehorn (1831–1907), Papierfabrikant und Unternehmer, Aschersleben
- Otto Bestehorn (1863–1940), Unternehmer, Ehrenbürger von Aschersleben
- Ignaz Bing (1840–1918), Spielzeugfabrikant, Nürnberg
- Johann Arnold Bischoff (1796–1871), Tuchfabrikant und Handelsgerichtspräsident in Aachen
- Robert Böker (1843–1912), Kaufmann und Kommunalpolitiker, Remscheid
- Carl Bolle (1832–1910), Milchkaufmann, Berlin
- Ernst Borsig (1869–1933), Großindustrieller, Vorsitzender der Vereinigung der Deutschen Arbeitgeberverbände, Berlin
- Otto Braunfels (1841–1917), deutscher Bankier, Mäzen und liberaler Politiker
- August Briegleb (1840–1923), Industrieller, Unternehmer und Stifter (Briegleb-Stiftung), Gotha
- Friedrich Wilhelm Brökelmann (1799–1890), Kaufmann und Unternehmer, Arnsberg
- Adolph Brougier (1844–1934), Unternehmer, München
- Friedrich Wilhelm Georg Büxenstein (1857–1924), Drucker und Verleger sowie Sportfunktionär, Berlin
- Wilhelm Conrad (1822–1899), Bankier, Berlin
- Josef Cremer (1845–1938), Besitzer der Brauerei Thier & Co Dortmund, bedeutender Kunstsammler und Mäzen
- Theodor Croon (1837–1909), Fabrikant, Gladbach
- Carl Albrecht Delius (1827–1915), Seidenwarenfabrikant, Bielefeld
- Felix Deutsch (1858–1928), deutsch-jüdischer Industrieller und Mitbegründer der AEG.
- Christian Heinrich Theodor Rudolph Diesel (1857–1938), Vorsitzender der Industrie- und Handelskammer zu Augsburg
- Johann Baptist Doerr (1811–1892), Industrieller in Worms
- Curt Elschner (1876–1963), Hotelbesitzer, Berlin
- Julius Erbslöh II. (1842–1929), Fabrikant, Großkaufmann, Mäzen und Landtagsabgeordneter in Barmen
- Oskar Erckens (1824–1901), Tuchfabrikant in Aachen und Grevenbroich
- August Ertheiler (1863–1960), Spirituosenfabrikant, Nürnberg
- Carl Friederichs (1830–1906), Großkaufmann und Abgeordneter, Remscheid
- Carl Funke (1855–1912), Industrieller und Stadtverordneter in Essen
- Ludwig von Gerngros (1839–1916), Unternehmer, Nürnberg
- Ludwig Max Goldberger (1848–1913), Bankier und Wirtschaftspolitiker, Berlin
- Horace Günzburg (auch „Naphtali Herz Günzburg“, 1833–1909), russischer Bankier und Mitglied der jüdisch-russischen Händler- und Bankiersfamilie Günzburg.
- Rudolf Haas (1843–1916), geschäftsführender Gesellschafter und Unternehmer, Sinn
- Eugen de Haën (1835–1911), Chemiker und Unternehmer, Hannover
- Emil Haldy (1826–1901), Kommunalpolitiker und Industrieller, Saarbrücken
- Engelbert Hardt (1847–1919), Industrieller und Großkaufmann, Berlin
- Gustav Hartmann (1842–1910), Industrieller und Unternehmer, Chemnitz
- Karl Gustav Henneberg (1847–1918), Seidenfabrikant in Zürich
- Jacob Hennige (1801–1858), Fabrikant und Mäzen zu Magdeburg
- Paul Hennige (1839–1903), Industrieller, Rittergutbesitzer und Mäzen zu Magdeburg
- Carl Oscar Henschel (1837–1894), Industrieller und Unternehmer, Kassel
- Christian Heinrich Hornschuch (1838–1912), Textilfabrikant, Fürth/Forchheim
- Hermann Hoffbauer (1819–1884), Teppichfabrikant, Berlin, Potsdam
- Johann Georg Karl Humbser (1860–1926), Brauereidirektor und Funktionär
- Carl August Jung († 1911), Textilfabrikant, Wuppertal
- Arthur Junghans (1852–1920), Uhrenfabrikant, Schramberg
- Jakob Kienzle (1859–1935), Industrieller und Unternehmer, Schwenningen
- Adolph Kirdorf (1845–1923), Montanindustrieller Aachen und Luxemburg
- Friedrich Alfred Krupp (1854–1902), Industrieller und Politiker, Essen
- Georg Friedrich Wilhelm Kühn (1858–1924), Buchdrucker und Verleger, Berlin[13]
- Karl Friedrich von Kulmiz (1809–1874), Industrieller und Unternehmer, Schlesien
- Franz August Kümpers (1839–1912), Textilfabrikant, Rheine
- Carl Ladenburg (1827–1909), Bankier, Mannheim
- Johann Carl Lahusen (1858–1921), Wollfabrikant und Unternehmer, Delmenhorst
- Theodor Lechner (1852–1932), Unternehmer, München
- Moritz Leiffmann (1853–1921), Privatbankier, Kommunalpolitiker und Schriftsteller, Düsseldorf
- Adolf Leupold (1852–1931), Chemiker, Fabrikant und Kommunalpolitiker, Arnstadt
- Carl Leverkus (1804–1889), Chemiker und Chemieunternehmer, Namensgeber der Stadt Leverkusen
- Albert von Melchior (1844–1913), Fabrikant, Nürtingen
- Louis Merck (1854–1913), Chemiker und Unternehmer, Darmstadt
- Willy Merck (1860–1932), Chemiker und Unternehmer, Darmstadt
- Gerhard Lucas Meyer (1830–1916), Großindustrieller, Peine-Ilsede
- Alfred Nathan (1870–1922), Rechtsanwalt und Philanthrop, Fürth
- Julius Neumann (1844–1928), Verleger und Drucker, Neudamm/Neumark
- Eduard Neviandt (1819–1887), Fabrikant, Elberfeld
- Adolf Nuglisch (1800–1878), Parfümeur und Seifenfabrikant, Berlin
- Hugo Oppenheim (1847–1921), Bankier, Berlin
- Gottfried Ostendorff (1812–1876), Fabrikant, Königsberg/Ostpreussen
- Heinrich Otto (1820–1906), Fabrikant, Wendlingen/Neckar
- Wilhelm Overbeck (1798–1882), Brauer, Montanunternehmer, Dortmund, Neheim-Hüsten
- Gottfried Pastor (1809–1899), Wollfabrikant, Aachen
- Julius Karl Pintsch (1847–1912), Unternehmer, Berlin
- Carl Poensgen (1838–1921), Industrieller, Düsseldorf
- Gustav Poensgen (1824–1904), Industrieller, Düsseldorf
- August Pschorr (1862–1935), Unternehmer, München
- Hans Heinrich Reclam (1840–1920), Verleger, Leipzig
- Constantin Alexander Scharff (1816–1900), Unternehmer, Frankfurt
- Leopold Scheibler (1799–1881), Speditions- und Transportunternehmer
- Leopold Schoeller (1792–1884), Unternehmer Düren und Schlesien
- Franz Maria Schweitzer (1722–1812), Handelsherr und Bankier, Frankfurt/Main
- Gabriel von Sedlmayr (1850–1931), Unternehmer, München
- Michael-Philipp Seißer (1854–1943), Unternehmer, Würzburg
- Gustav Selve (1842–1909), Unternehmer, Altena (Westf.)
- August Servaes (1832–1923), Industrieller, Dortmund
- Gustav von Siegle (1840–1905), Industrieller, Kornwestheim
- Carl Soldan (1871–1931), Apotheker, Medizinalrat und Bonbonfabrikant, Nürnberg
- Carl Spindler (1841–1902), Unternehmer, Berlin
- Julius Spohn (1841–1919), Mäzen, Textil- und Zementunternehmer
- Heinrich Stalling (1865–1941), Oldenburg (Olbg), Verleger
- Heinrich Staude (1850–1936), Lederfabrikant, Grabow in Mecklenburg-Vorpommern
- Wilhelm von Stieber (1846–1915), Leonische Drahtwerke-Fabrikant, Roth bei Nürnberg
- Georg Talbot (1864–1948), Eisenbahningenieur und Fabrikant, Aachen
- Julius The Losen (1812–1882), Tuchfabrikant und Präsident der Handelskammer zu Eupen
- Adolph Otto Troitzsch (1843–1907), Lithograf und Kunstverleger, Berlin
- Johann Heinrich Gottlieb Uhle (1839–1909), Weinhändler, Schwerin
- Joseph Vögele (1852–1928), Unternehmer, Mannheim
- Friedrich Vohwinkel (1840–1900), Unternehmer, Gelsenkirchen
- Friedrich Wilke (1829–1908), Hutfabrikant, Guben
- Hermann Windesheim (1838–1905), Industrieller, Erfurt
- Louis Wittig (1834–1907), Malzkaffee-Fabrikant, Köthen
- Eugen Zentz (1870–?), München?